# Alfréd
Az Alfréd  germán eredetű férfinév. Elemeinek jelentése: tündér + tanács. Női párja: Alfréda. 

## Gyakorisága
Az 1990-es években igen ritka volt, a 2000-es és a 2010-es években nem szerepel a 100 leggyakoribb férfinév között.
A teljes népességre vonatkozóan a 2000-es és a 2010-es években az Alfréd nem szerepelt a 100 leggyakrabban viselt férfinév között.

## Névnapok
- január 15.[2]
- február 15.[2]
- február 23.[2]
- július 19.[2]
- augusztus 15.[2]
- augusztus 28.[2]
- október 28.[2]
- november 16.[2]

## Híres Alfrédok
- Deésy Alfréd, színész, filmrendező
- Drasche-Lázár Alfréd, politikus, diplomata
- Eisenbeisser Alfréd, labdarúgó
- Erőss Alfréd, költő
- Fehérvári Alfréd, labdarúgó
- Forbát Alfréd, építész
- Gottesmann Alfréd, festőművész, katona
- Haar Alfréd, matematikus
- Hajós Alfréd, sportoló
- Halász Alfréd, színész, színigazgató
- Halász Alfréd, nyomdász
- Lakos Alfréd, festő, grafikus
- Nagy Alfréd, színész
- Pócs Alfréd, orvos, aktivista
- Rényi Alfréd, matematikus
- Reinhold Alfréd, angol-magyar író, költő
- Romwalter Alfréd, vegyész
- Tibor Alfréd, szobrász